# J. Léo Gagnon
Pour les articles homonymes, voir Gagnon.
Joseph-Léo Gagnon, (né à Montréal en 1907 et mort à Montréal le 31 janvier 1983 à l'âge de 76 ans), est un acteur québécois.

## Filmographie

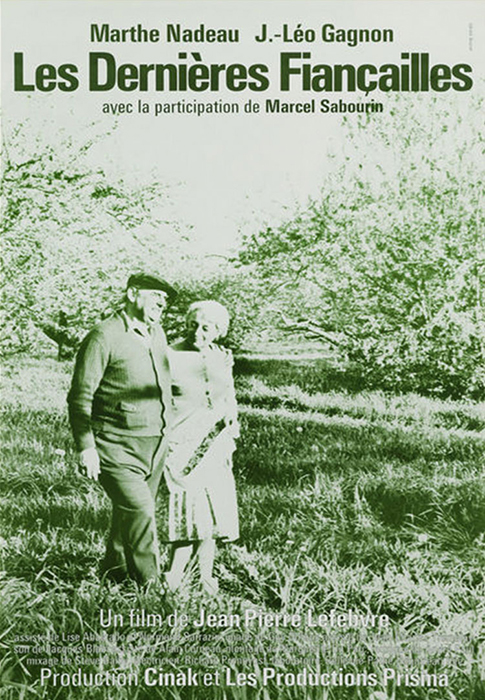
Affiche du film Les Dernières Fiançailles

- 1947 : Whispering City : Frederic's Butler
- 1950 : Séraphin : Zacharie Lapaille
- 1951 : La Treizième Lettre : Dr. Hélier
- 1952 : La Petite Aurore, l'enfant martyre : Le médecin
- 1953 : La Loi du Silence : Un policier (non crédité)
- 1955 : Leaving It to the Experts
- 1957 : Le Survenant (série télévisée) : Le curé Lebrun
- 1957 : Les Brûlés (série télévisée)
- 1959 : Il était une guerre
- 1959 : L'Héritage
- 1959 : Les Brûlés
- 1963 : Amanita Pestilens : Neighbour
- 1965 : Cré Basile (série télévisée) : Oncle Edouaard
- 1967 : Les Globe-trotters (série télévisée) 1 épisode
- 1969 : Les Belles Histoires des pays d'en haut (série télévisée) : Patrick
- 1971 : Les Mâles
- 1971 : On est loin du soleil : Léo
- 1972 : La Maudite Galette : Oncle Arthur
- 1973 : La Mort d'un bûcheron
- 1973 : Réjeanne Padovani : Georges Bouchard, ministre des Transports
- 1973 : Les Dernières Fiançailles : Armand Tremblay
- 1973 : On n'engraisse pas les cochons à l'eau claire : Hubert Tremblay
- 1973 : Noël et Juliette : L'oncle
- 1974 : Why Rock the Boat? : Barman
- 1974 : Les Ordres : L'épicier
- 1975 : Y'a pas de problème (série télévisée) : L'agent Bernier
- 1975 : The Winner
- 1975 : Le Temps de l'avant
- 1975 : La Tête de Normande St-Onge : Le sculpteur
- 1976 : La Piastre : Rosaire Tremblay, le père
- 1976 : L'Eau chaude, l'eau frette : Ouvrier
- 1977 : Duplessis (feuilleton TV) : Louis-Arthur Richard
- 1977 : Les As (série télévisée) : Harold Cardinal
- 1977 : Ti-mine, Bernie pis la gang... : L'Oncle
- 1977 : L'Ange et la Femme : Père
- 1977 : Panique
- 1979 : Canada Vignettes: Our Daily Bread : Narrateur (version française) (voix)
- 1979 : Au revoir à lundi : Homme au chien
- 1980 : Cordélia : Menuisier
- 1980 : Fantastica
- 1981 : Les Plouffe : Rosario le bedeau
- 1983 : Au clair de la lune : Alfred